# Petrophila
Petrophila är ett släkte av fjärilar. Petrophila ingår i familjen Crambidae.

## Dottertaxa tillPetrophila, i alfabetisk ordning[1]
- Petrophila aealis
- Petrophila angulatalis
- Petrophila annulalis
- Petrophila auspicatalis
- Petrophila avernalis
- Petrophila bifascialis
- Petrophila bijonalis
- Petrophila brunneodora
- Petrophila canadensis
- Petrophila cappsi
- Petrophila castusalis
- Petrophila cerrusalis
- Petrophila cineralis
- Petrophila confusalis
- Petrophila cronialis
- Petrophila daemonalis
- Petrophila divisalis
- Petrophila fluviatilis
- Petrophila fulicalis
- Petrophila gemmiferalis
- Petrophila guadarensis
- Petrophila herminalis
- Petrophila hodgesi
- Petrophila jalapalis
- Petrophila jaliscalis
- Petrophila kearfottalis
- Petrophila longipennis
- Petrophila mignonalis
- Petrophila opulentalis
- Petrophila orizabalis
- Petrophila santafealis
- Petrophila satanalis
- Petrophila schaefferalis
- Petrophila sinitalis
- Petrophila triumphalis
- Petrophila truckeealis
- Petrophila wavernalis